# کوکو یوشیزاوا
کوکو یوشیزاوا (ژاپنی: 吉沢 恋, Yoshizawa Koko؛ متولد ۲۲ سپتامبر ۲۰۰۹) یک اسکیت‌بردباز ژاپنی است. او در بازی‌های المپیک تابستانی ۲۰۲۴ شرکت کرد و مدال طلای مسابقات اسکیت بردینگ خیابانی زنان را به دست آورد. او در چندین رویداد مهم، از جمله ایکس گیمز و مسابقات جهانی اسکیت بورد شرکت کرد

## اوایل زندگی
یوشیزاوا در تاریخ ۲۲ سپتامبر ۲۰۰۹ در استان کاناگاوا ژاپن به دنیا آمد و در شهر ساگامیهارا بزرگ شد. او در سن هفت سالگی، برای اولین بار با تأثیر گرفتن از برادرش اسکیت برد را امتحان کرد. او در ابتدا به آن فقط به عنوان یک سرگرمی نگاه می‌کرد و ترفندهایی را از شخصی در یک پارک محلی آموخت. کسی چه می‌دانست همین اسکیت که در ابتدا تفریحی برای یوشیزاوا بود، آغازی بود برای کوکو یوشیزاوا تا روزی خود را به مسابقات المپیک برساند و در آن بدرخشد. او از همان سنین استعداد ذاتی خود را در اسکیت بورد نشان داد که از فرهنگ پر جنب و جوش اسکیت در شهر خود الهام گرفته بود. خانواده‌اش نیز از کوکو حمایت کردند و او را برای دنبال کردن رویاهایش تشویق کردند.
کوکو در سن ۱۱ سالگی، او بازی‌های المپیک ۲۰۲۱ توکیو را تماشا کرد و دید که مومیجی نیشیا ۱۳ ساله با حرکتی که یوشیزاوا قبلاً قادر به انجام آن بود، مدال طلا را به دست آورد.
پس از بازی‌های المپیک ۲۰۲۱، کوکو یوشیزاوا شروع به رقابت در مسابقات متعدد کرد. او در آن سال در مسابقات قهرمانی ملی ژاپن شرکت کرد و مقام پنجم را به دست آورد. یک سال بعد، در سال ۲۰۲۲ در مسابقات آزاد ژاپن شرکت کرد و نفر هشتم شد. او در مسابقات قیام ۲۰۲۳ توکیو مقام دوم را کسب کرد و در همان سال در مسابقات جهانی نفر پنجم شد. او همچنین در شارجه امارات متحده عربی به رقابت پرداخت و آنجا در رده نوزدهم قرار گرفت. در سال ۲۰۲۳، او در لوزان چهارم و در رم نهم شد. اجرای او در سال ۲۰۲۲ در رم باعث شد تا در جایگاه ششم قرار گیرد. او در سال ۲۰۲۴ در تور جهانی اسکیت بورد دبی در مسابقات اسکیت خیابانی برنز گرفت. یوشیزاوا در سری مسابقات مقدماتی المپیک ۲۰۲۴ شرکت کرد و در اولین رویداد مقام سوم را به دست آورد، سپس در دومین مسابقه مقام اول را کسب کرد و توانست در بازی‌های المپیک تابستانی ۲۰۲۴ شرکت کند.
در نیمه نهایی بازی‌های المپیک ۲۰۲۴، کوکو یوشیزاوا با کسب ۲۵۸٫۹۲ امتیاز، بهترین امتیاز را به نام خود ثبت کرد و جایگاه خود را در فینال تضمین کرد. در فینال، امتیاز لیز آکاما، هموطن کوکو یوشیزاوا، بیشتر از او بود. اما در نهایت شانس به کوکو رو کرد و توانست با موفقیت یک حرکت «اسپین فلیپ تخته جلو بزرگ» را انجام دهد که این حرکت خود ۹۶٫۴۶ امتیاز داشت. آکاما نیز در اجرای سه حرکت آخرش نتوانست به خوبی قبل عمل کند و بنابراین به نقره بسنده کرد. این شد که امتیاز یوشیزاوا بیشتر از آکاما قرار گرفت و در نهایت کوکو یوشیزاوا با به دست آوردن ۲۷۲٫۷۵ امتیاز، بالای هموطن خود لیز آکاما و رایسا لیال از برزیل قرار گرفت و مدال طلا را به دست آورد.